# NGC 5735
NGC 5735 (другие обозначения — UGC 9481, MCG 5-35-7, ZWG 164.13, IRAS14403+2856, PGC 52535) — галактика в созвездии Волопас.
Этот объект входит в число перечисленных в оригинальной редакции «Нового общего каталога».
В галактике вспыхнула сверхновая SN 2006qp типа IIb, её пиковая видимая звездная величина составила 17,1.